# Unterwelt (1960)
Unterwelt (Originaltitel: Murder Inc.) ist ein US-amerikanischer Spielfilm aus dem Jahre 1960. Der Film beschreibt die Geschichte der realen Murder, Inc., einer Organisation von Auftragskillern, die für das National Crime Syndicate Morde ausgeübt hat. Stuart Whitman, May Britt, Henry Morgan, Peter Falk, und Simon Oakland spielen die wichtigsten Rollen. Peter Falk wurde für seine Darstellung in diesem Film für den Oscar als bester Nebendarsteller nominiert.

## Handlung
Abe Reles und Bug Workman, zwei jüdisch-stämmige New Yorker Auftragskiller aus dem Brooklyner Distrikt Brownsville treffen sich mit dem hochrangigen Gangster Louis „Lepke“ Buchalter, der sie als Auftragskiller für das National Crime Syndicate rekrutiert.
Der erste Job ist die Ermordung  Walter Sages, eines Hoteliers, der sich weigerte, Profite aus Glücksspielautomaten an Lepke weiterzuleiten. Reles zwingt den Sänger Joey Collins, ihm zu helfen, in die Nähe Sages zu gelangen. Reles und sein Kumpan ermorden Sage. Reles bedroht Joey und dessen Frau Eadie, die Zeuge des Mordes geworden sind. Später vergewaltigt Reles Eadie brutal.
Reles begeht in der Folgezeit weitere Morde für Lepke. Staatsanwalt Burton Turkus gelingt es, einige Zeugen dazu zu bewegen, gegen die Gangster auszusagen, was dazu führt, dass auch Reles Angst bekommt. Um der Hinrichtung zu entgehen, beschließt er, ebenfalls auszusagen. Reles wird zwar in Schutzhaft genommen, aber es gelingt den Mördern, in sein Zimmer vorzudringen und ihn aus dem Fenster zu werfen, was seinen Tod verursacht. Aufgrund seiner und andere Zeugenaussagen kann Lepke schließlich verurteilt und exekutiert werden.

## Hintergrund
- Falk spielt Abe Reles, einen Auftragsmörder, der wahrscheinlich 30 Menschen ermordete, ohne jemals dafür verurteilt worden zu sein.[2] Für Falk bedeutete die Rolle den Karrieredurchbruch.[3]

- Bereits 1951 war der Film Der Tiger (The Enforcer) mit Humphrey Bogart gedreht worden, der sich mit der Murder, Inc. auseinandersetzte.

- Die zwei Mal für den Oscar nominierte Schauspielerin Sylvia Miles gab in Unterwelt ihr Filmdebüt.

## Kritiken
- Der New York Times-Kritiker Bosley Crowther schrieb eine negative Kritik zu dem Film. Nur die Leistung Peter Falks nahm er von der Kritik aus. Das Erzähltempo sei zu langatmig und der Film insgesamt langweilig[4]

- 2005 lobte der Filmexperte John McCarty Peter Falks Leistung. Falk würde den Film dominieren, so wie Daniel Day-Lewis Gangs of New York dominieren würde.[5]

## Filmpreise und Nominierungen
Falk wurde für den Oscar als bester Nebendarsteller nominiert, musste sich aber Peter Ustinov (in Stanley Kubricks Spartacus) geschlagen geben.